# Typhlops arenarius
Typhlops arenarius este o specie de șerpi din genul Typhlops, familia Typhlopidae, descrisă de Grandidier în anul 1872. A fost clasificată de IUCN ca specie cu risc scăzut.
Este endemică în Madagascar. Conform Catalogue of Life specia Typhlops arenarius nu are subspecii cunoscute.